# Pedro Sarracín
Pedro Sarracín fue un sacerdote castellano, deán de la catedral de Burgos y fundador del hospital de San Lucas.

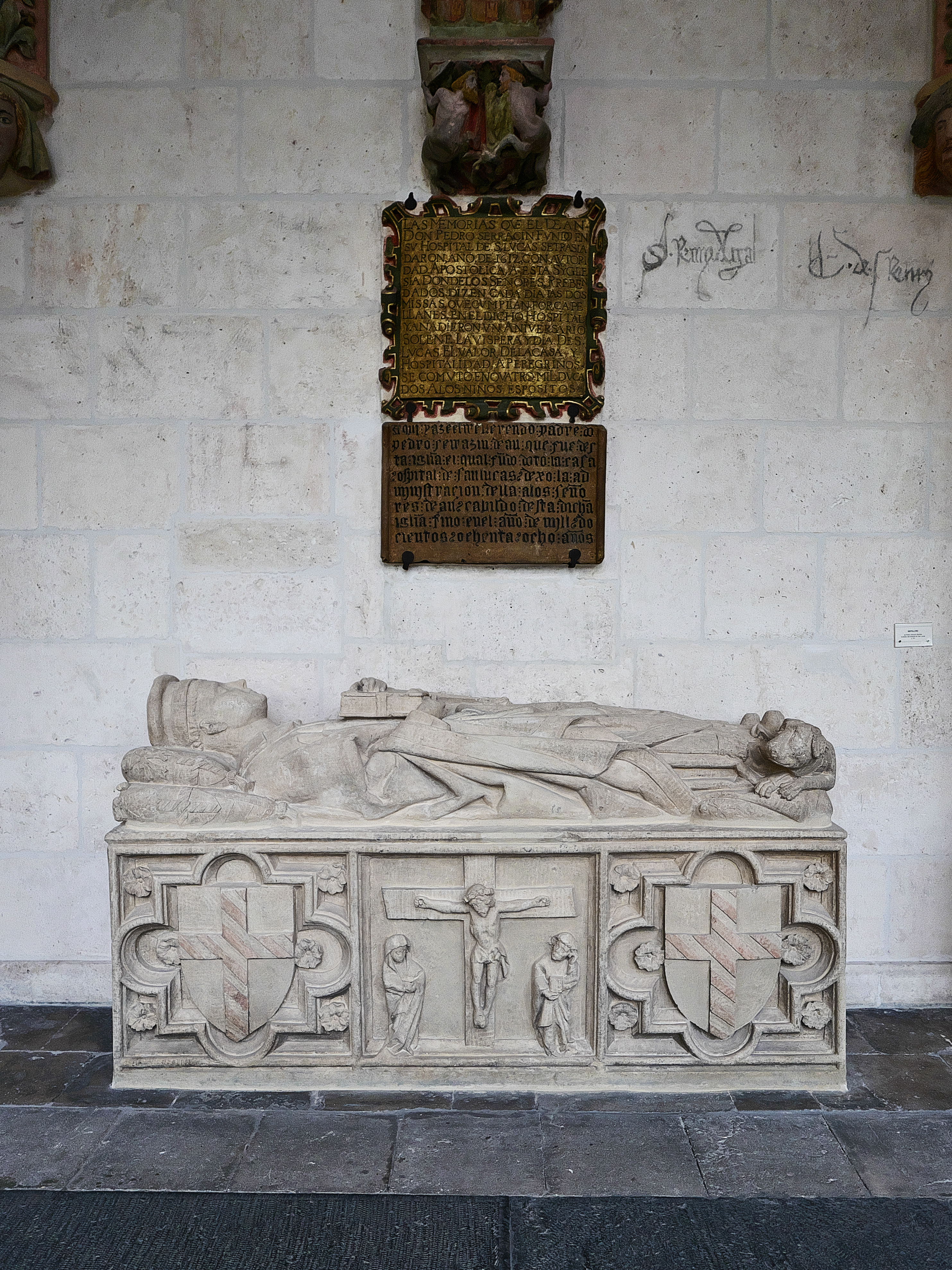
Sepulcro. Claustro de la Catedral de Burgos

Procedente de una familia de ricohombres afincados en tierras burgalesas. Fue sobrino de Gonzalo, arcediano de Vapuesta, Juan, abad de San Millán, y Fernando, prior del monasterio de San Juan, los tres hijos de Pedro Sarracín y Estefanía Bonifaz. Dentro de sus hermanos destacaron, entre otros, Gonzalo Sarracín, canónigo y sacristán de la catedral de Burgos, y Gómez Sarracín, radicado en Segovia, donde fue fundador del lugar Gomezserracín, y padre de Fernando Sarracín, obispo de Segovia.
Llevó a cabo la fundación del hospital de San Lucas de Burgos, poco antes de 1262, año en que entregó su administración al monasterio de la Trinidad. Patrocinó la carrera eclesiástica de su sobrino Fernando, favoreciendo sus nombramientos como sacristán, tesorero y canónigo de la ciudad, para ser trasladado después a la Diócesis de Segovia como canónigo, ascendiendo finalmente a la silla episcopal en 1301.
Su importancia en la vida social queda reflejada en el hecho de que sea uno de los otorgantes de la carta que los infantes y ricohombres remitieron al papa Juan XXI solicitando relajación al rey Alfonso X el Sabio del juramento que hizo de no labrar moneda baja de ley, fechada en Burgos a 9 de mayo de 1277. A su muerte, fue enterrado en la catedral de Burgos, y su sepulcro se encuentra en el claustro, entre la capilla de Santa Catalina y la del Corpus Christi.